# Echthroplexiella gobiensis
Echthroplexiella gobiensis är en stekelart som beskrevs av Svetlana N. Myartseva 1982. Echthroplexiella gobiensis ingår i släktet Echthroplexiella och familjen sköldlussteklar.
Artens utbredningsområde är Mongoliet. Inga underarter finns listade i Catalogue of Life.